# Adenophora jacutica
Adenophora jacutica là loài thực vật có hoa trong họ Hoa chuông. Loài này được Andrey Aleksandrovich Fedorov mô tả khoa học đầu tiên năm 1957.